# Vejovis

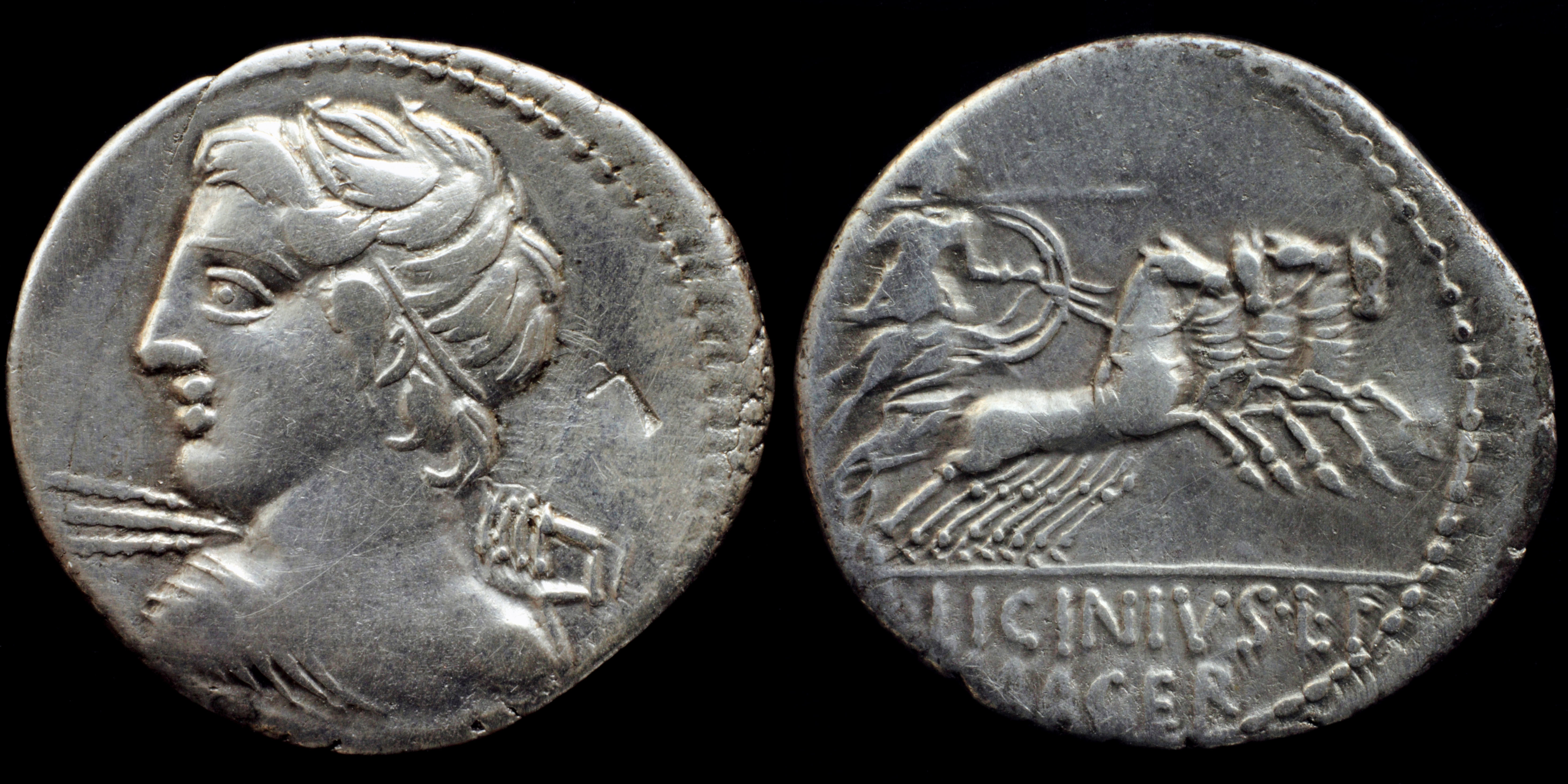
Denari romà amb la representació de Vejovis a l'anvers, cenyit amb una diadema i llançant un llamp

Vejovis o Vejove és un déu de la mitologia romana de caràcter ambivalent; per una banda és el déu del llamp i fereix els humans (compartint aquest atribut amb Júpiter però Vejovis sempre tenia sentit negatiu) i per l'altra era invocat per a la curació dels malalts (probablement aquesta creença era d'origen etrusc). Era de caràcter essencialment infernal i sembla que als inicis havia presidit els pantans i les manifestacions volcàniques. Protegia els boscos sagrats i apareix representat amb llamps, fletxes i una cabra que l'acompanya. Tardanament es va identificar amb Apol·lo, que tenia un santuari antiquíssim al Capitoli i un altre a l'illa Tiberina. Vejovis era un déu gentilici de la Gens Júlia.